# شهرستان حمار جاجاب
شهرستان حمار جاجاب یک منطقهٔ مسکونی در سومالی است که در بنادر واقع شده‌است.